# Мар'євка (Стерлітамацький район)
Мар'євка (рос. Марьевка, башк. Марьевка) — присілок у складі Стерлітамацького району Башкортостану, Росія. Входить до складу Казадаєвської сільської ради.
Населення — 56 осіб (2010; 33 в 2002).
Національний склад:
- росіяни — 79%